# Камфорово етерично масло
Камфоровото етерично масло се добива чрез парна дестилация на клоните или корените на камфоровото дърво. След това извлечения концентрат се поставя във вакуум и се филтрира.

## Производство
Всички части на камфоровото дърво съдържат етерично масло – корените 8%, дървесината около 4%, клоните до 2%, листата около 1,8%. Получават се три вида камфор – бял, жълт и кафяв. Жълтият и кафяв камфор са изключително опасни и практически неизползваеми, защото са считани за канцерогенни.
За производство на масло се използват дървета, които са най-малко на 50 години. Тайван произвежда около 70% от световния добив на камфорово масло и камфор. Други производители са Китай и Япония.

## Химичен състав
Основните химични компоненти на камфоровото масло са: а-пинен, камфен, б-пинен, сабинен, phellandrene, лимонен, 1,8-цинеол, г-терпинен, р-cymene, terpinolene, фурфурол, камфор, линалоол, bornyl ацетат, терпинен-4-ол, caryophyllene, борнеол, piperitone, гераниол, сафрол, канелен, метил цинамат и евгенол.
Кафявото и жълто камфорово масло имат много високо съдържание на сафрол, около 10 – 20% за жълтото и към 80% за кафявото. Това ги прави особено опасни и неизползваеми, тъй като са считани за токсични и канцерогенни.

## Приложение
Още през 13 век Марко Поло отбелязва, че камфоровото масло е много ценено от китайците като аромат, лекарство и балсамираща течност. Маслото е използвано от древните перси за защита срещу чумата и за балсамиране. Китайците са използвали дървения материал за строеж на кораби и храмове, заради добрите качества на дървения материал.
В наши дни за ароматерапията се използва само белият камфор, който има чист и свеж аромат. Камфоровото масло е особено популярно в козметиката за лечение на акне, пъпки и други кожни обриви, поради наличието на кетон терпентин (успокояващ ефект върху нервната система и възпалена кожа), камфен и цинеол (стимулират растежа на нови клетки на епидермиса, премахват бръчки), сафрол (противовъзпалителни, антибактериални свойства), бизаболол (подобрява тена, премахва неприятни зачервяване и пигментация).

### Камфор
Суровият камфор (C10H16O) се добива от камфорово дърво под формата на бяло кристално вещество. Камфорът може да се закупи под формата на етерично масло или камфоров спирт в аптеките и специализираните магазини. Камфорът намалява кашлицата, действа обезболяващо, облекчава слънчеви изгарания, лекува кожни възпаления и др.

### Противопоказания
Камфоровото масло е много силно, поради което трябва да се употребява с повишено внимание. Предозиране с камфор може да доведе до повръщане и гърчове. Хора, страдащи от епилепсия и астма, както и бременни жени, не трябва да използват маслото.

## Любопитно
Най-голямото камфорово дърво се намира на остров Тайван. Обиколката на стъблото му е 16 m, а диаметърът е 5,5 m. От това 51-метрово дърво могат да се получат повече от 7000 kg камфорово масло. Местните смятат, че дървото е на 1400 години.